# Randy Jackson (musicien américain, 1961-)
Pour les articles homonymes, voir Jackson et Randy Jackson (homonymie).
Steven Randall « Randy » Jackson, né le 29 octobre 1961, est un chanteur et musicien américain, membre des Jacksons. Il est surnommé « Little Randy ».

## Biographie
Fils de Joe et Katherine Jackson, petit frère de Michael et aîné de Janet Jackson, il est le 8e et avant-dernier enfant de la famille. 
Âgé de seulement trois ans quand son père crée les Jackson Five avec ses frères, il n'y fait avec sa sœur Janet Jackson que quelques apparitions. 
Il remplace son frère Jermaine, resté chez Motown pour une carrière solo, lorsque les Jackson Five signèrent chez Epic Records, leur nouvelle maison de disques, en 1976 et changèrent de nom pour The Jacksons.
À 16 ans, en 1977, il écrit en compagnie de son frère Michael Jackson le plus grand succès du groupe chez Epic, Shake Your Body (Down To The Ground). 
Il est considéré comme l'instrumentiste le plus doué de la fratrie, jouant de la batterie et d'autres percussions, du clavier et du piano comme de la guitare ou de la guitare basse. Il chante également dans les enregistrements du groupe. 
Il travaille avec son frère Michael sur les enregistrements solo de ce dernier, notamment pour l'album Off the Wall.
Il est blessé dans un accident de voiture en mars 1980. Il peut néanmoins participer à la tournée des Jacksons en 1981 et aux projets suivants du groupe, notamment l'album Victory en 1984, pour lequel il écrit et interprète le titre One More Chance. Après le départ de Michael et Marlon la même année, Randy et ses trois frères encore dans le groupe produisent en 1989 leur dernier album, 2300 Jackson Street.
À la fin de l'année 1989, il forme son propre groupe, Randy & the Gypsys (dont des futures membres du groupe Slapbak, Jara Harris et Jeff Harris, respectivement à la basse et à la guitare). Le groupe ne se produit jamais sur scène mais enregistre un album.